# Liga Nacional de Hockey Hielo 2021-22
La Liga Nacional de Hockey sobre Hielo 2021-22 fue la 51.ª edición de la liga española de hockey sobre hielo, máxima categoría a nivel nacional.

## Equipos
| Equipo                        | Localidad     | Estadio                           | Capacidad |
| ----------------------------- | ------------- | --------------------------------- | --------- |
| Club Hielo Jaca               | Jaca          | Pabellón de Hielo de Jaca         | 2000      |
| Club Hockey Hielo Txuri Urdin | San Sebastián | Palacio del Hielo Txuri Urdin     | 800       |
| Club Gel Puigcerdà            | Puigcerdá     | Club Poliesportiu Puigcerdà       | 1450      |
| FC Barcelona                  | Barcelona     | Palau de Gel                      | 1256      |
| Kosner CH Huarte              | Pamplona      | Palacio de Hielo de Huarte        | 500       |
| Milenio Panthers              | Logroño       | Centro Deportivo Municipal Lobete | 600       |
| Nordic Vikings Madrid         | Majadahonda   | Pista de hielo La Nevera          | 250       |
| SAD Majadahonda               | Majadahonda   | Pista de hielo La Nevera          | 250       |

## Clasificación
| | Equipo                   | PJ | PG | PGP | PP | PPP | Puntos | GF  | GC  | PIM |
| --- | ------------------------ | -- | -- | --- | -- | --- | ------ | --- | --- | --- |
| 1 | CG Puigcerda             | 21 | 16 | 2   | 3  | 0   | 52     | 144 | 72  | 275 |
| 2 | CH Jaca                  | 21 | 15 | 0   | 4  | 2   | 47     | 111 | 51  | 240 |
| 3 | Barça Hockey Gel         | 20 | 12 | 2   | 6  | 0   | 40     | 103 | 57  | 303 |
| 4 | SH Majadahonda           | 21 | 11 | 0   | 10 | 0   | 33     | 83  | 66  | 268 |
| 5 | Nordic Vikings           | 21 | 8  | 1   | 8  | 4   | 30     | 87  | 74  | 245 |
| 6 | CHH Txuri Urdin          | 21 | 9  | 1   | 11 | 0   | 29     | 95  | 91  | 253 |
| 7 | Kosner Club Hielo Huarte | 21 | 5  | 0   | 16 | 0   | 15     | 49  | 130 | 359 |
| 8 | Milenio Panthers         | 20 | 1  | 0   | 19 | 0   | 3      | 61  | 192 | 356 |
| Fuente: Federación Española de Deportes de Hielo: Clasificación de la Liga Nacional de Hockey Hielo; actualización automática |                          |    |    |     |    |     |        |     |     |     |

- Datos: Q108913650